# كريس هال (سياسي)
كريس هال (بالإنجليزية: Chris Hall)‏ هو سياسي أمريكي، ولد في 7 يونيو 1956. حزبياً، نشط في الحزب الديمقراطي. وقد انتخب عضو مجلس نواب مين وانتخب عضو مجلس ولاية مين.